# Nika Kocharov & Young Georgian Lolitaz
Nika Kocharov & Young Georgian Lolitaz és un grup de rock indie georgià, conegut internacionalment per haver representat el seu país al Festival d'Eurovisió l'any 2016 amb la cançó "Midnight Gold". És el primer grup compost únicament d'homes havent representat algun cop el seu país al concurs eurovisiu. El grup està format pel vocalista i guitarrista Nika Kotxarov (en georgià, ნიკა კოჩაროვი), pel vocalista i baixista Giorgi Marr (en georgià, გიორგი მარრი), el guitarrista i pianista Levan Shanshiashvili (en georgià, ლევან შანიაშვილი), i pel bateria Dimitri Oganesian (en georgià, დიმიტრი ოგანესიანი).